# Pižanka
Pižanka è una cittadina della Russia europea centro-settentrionale, situata nella oblast' di Kirov; appartiene amministrativamente al rajon Pižanskij, del quale è il capoluogo.
Sorge nella parte centromeridionale della oblast', sulle sponde del piccolo fiume omonimo.